# Karl Ladé
Karl Ladé, aussi Karl Lade (né le 25 novembre 1909 à Berlin, mort le 8 janvier 1945 à Brandebourg-sur-la-Havel) est un résistant allemand au nazisme.

## Biographie
Enfant d'un père français, entre au Aufbaugymnasium en 1924 puis va à la Karl-Marx-Schule de Berlin-Neukölln en 1930. Au cours de sa scolarité, il rejoint la Jeunesse ouvrière socialiste, plus tard la Ligue des jeunes communistes d'Allemagne. Il apprend le métier de coupeur de carton et travaille comme assistant mécanicien et dessinateur technique.
Pendant la Seconde Guerre mondiale, il organise à Askania Werke, à Berlin-Mariendorf, avec d'autres communistes et sociaux-démocrates des opérations illégales dans l'entreprise : troubles de la production d'armement, distribution de tracts, collecte de fonds pour les antifascistes et achat de nourriture pour des clandestins. En outre, Karl Ladé s'adresse aux travailleurs forcés français.
Le 12 juillet 1944, il est arrêté lors d'une vague d'arrestations par la Gestapo contre l'organisation Saefkow-Jacob-Bästlein avec 14 autres résistants d'Askania Werke. Le Volksgerichtshof le condamne en compagnie de Kurt Ruhlmann, Stanislaus Szczygielski et Walter Zimmermann le 29 novembre 1944 à la peine de mort par la guillotine. Le jugement est exécuté le 8 janvier 1945 dans la prison de Brandebourg-Görden.